# Allognosta varians
Allognosta varians är en tvåvingeart som beskrevs av Frey 1960. Allognosta varians ingår i släktet Allognosta och familjen vapenflugor.
Artens utbredningsområde är Myanmar. Inga underarter finns listade i Catalogue of Life.